# Ян-Владислав Соломирецький
Ян-Владислав Соломирецький (*Ян Уладзіслаў Саламярэцкі, д/н — 1641) — князь, державний діяч Речі Посполитої. Останній представник чоловічої статі роду князів Соломирецьких.

## Життєпис
Син Богдана Соломирецького, старости Кричевського, та Катерини Сапєги. Був наймолодшою дитиною цього подружжя. Здобув гарну освіту. Виховувався в православній вірі. Замолоду одружився з Ганною з родини Воловичів. У 1630 році втратив батька. Незабаром після цього перейшов в католицтво.
У 1631 році призначається маршалком Пінським. У 1633—1638 роках мав конфлікт з Афанасієм Филиповичем з Дубойського монастиря, який був ревним захисником православ'я та противником унії, яку підтримував Соломирецький.
У 1638 році обирається послом на сейм у Варшаві від шляхти Пінського повіту. Водночас надавав кошти на спорудження греко-католицьких церков. У 1639 році завдяки його фундушу зведено греко-католицьку церкву у містечку Висоцьку. Раптово помер у 1641 році.

## Родина
Дружина — Ганна (д/н — 1669), донька Петра Воловича, троцького підкоморія.
Діти:
- Катерина
- Марина
- Олена (д/н — після 1668)